# Summer in the City
„Summer in the City“ (на английски буквално „Лято в града“) е името на популярна песен на американската рок група Лъвин Спунфул, записана през 1966 г. и представена в албума „Hums of the Lovin' Spoonful“. На 13 август 1966 г. достига първа позиция в класацията Билборд Хот 100, измествайки „Wild Thing“ на Трогс. Остава на това място три седмици, преди да бъде изпреварена от „Sunshine Superman“ на Донован. В песента са включени поредица от звуци от автомобилни клаксони, както и от пневматичен чук. Електрическото пиано, което е използвано, е модел „Пианет“ на „Хонер“, а органът е „Вокс Континентал“.
Текстът и мелодията са дело на Марк Себасчън, брат на основателя на Лъвин Спунфул Джон Себасчън, който аранжира песента. Продуцирана е от Пол Лека. Инструменталната част по средата се изпълнява от басиста Стийв Бун.
Песента е използвана в:
- „Papa's Got a Brand New Badge“, епизод от анимационния сериал „Семейство Симпсън“ от 2002 г.
- „Miami Twice“, епизод от сериала „Само баламите бачкат“ от 1991 г.
- „Умирай трудно 3“, игрален филм от 1995 г.
- „Бейзбол“, поредица от документални филми на Кен Бърнс от 1994 г.
- реклама на напитката „Гейтърейд“.
- реклама на британското предприятие „Маркс и Спенсър“.

Следните музиканти и музикални състави са записали кавъри на песента:
- „Мармалейд“, 1968
- Би Би Кинг, 1972
- Куинси Джоунс, 1973
- „Дрифтърс“, 1976
- „Куонтъм Джъмп“, 1977
- Рей Гомес, 1979
- „Флайинг Пикитс“, 1991
- Джо Кокър, 1993
- Дейвид Есекс, 1993
- Айсък Хейс, 1995
- „Стренглърс“, 1997
- „Бътхоул Сърфърс“, 1999
- Джо Джаксън, 2000
- „Ретроус“, 2004
- „Стикс“, 2005
- „Инкогнито“, 2006.